# Giuseppe Rescifina Messina 1995-1996
La stagione 1995-1996 della Giuseppe Rescifina Messina è stata la seconda in cui ha preso parte alla seconda serie nazionale del campionato italiano femminile di pallacanestro.
La società messinese ha vinto il Girone B e la Poule Promozione della Serie A2 d'Eccellenza ed è stata promossa in Serie A1.

## Verdetti stagionali
Competizioni nazionali
- Serie A2 d'Eccellenza:

stagione regolare: 1º su 8 squadre (14-0);
Poule Promozione: 1º su 8 squadre (14-0).

## Organigramma societario
Aggiornato al 31 dicembre 1995.
- Presidente: Antonino Rescifina
- Vice presidente: Antonino Piccolo
- General manager: Antonino Bevacqua
- Dirigente accompagnatore e addetto arbitri: Salvatore Spampinato
- Addetto stampa: Pietro Mazzù
- Segretario: Elio Papajanni

- Allenatore: Nino Molino
- Aiuto allenatore: Fulvio Bracco
- Preparatore atletico: Cirino, Gassalia, Galletta
- Medico sociale: Pierluigi Consolo e Alessandro Repici
- Fisioterapista: Antonino Celeste

## Rosa
| Giocatrici |
| ---------- |

| N° | Naz.                 | Ruolo | Sportivo           | Anno | Alt. |  |
| -- | -------------------- | ----- | ------------------ | ---- | ---- |  |
|    | Italia (bandiera)    | G     | Mara Buzzanca      | 1976 | 170  |  |
|    | Italia (bandiera)    | P     | Valentina Petrassi | 1974 | 172  |  |
|    | Italia (bandiera)    | A     | Marzia Antinori    | 1973 | 180  |  |
|    | Italia (bandiera)    | G     | Ivana Miccichè     | 1967 | 176  |  |
|    | Rep. Ceca (bandiera) | C     | Jana Neradová      | 1967 | 195  |  |
|    | Italia (bandiera)    | C     | Stefania Maimone   | 1979 | 189  |  |
|    | Italia (bandiera)    | C     | Palmira Sparacino  | 1975 | 186  |  |
|    | Italia (bandiera)    | GA    | Cristina Rivellini | 1970 | 180  |  |
|    | Italia (bandiera)    | P     | Anna Costalunga    | 1970 | 176  |  |
|    | Italia (bandiera)    | P     | Felicia Di Bari    | 1980 | 175  |  |
|    | Italia (bandiera)    | AC    | Adriana Grasso     | 1974 | 190  |  |
|    | Italia (bandiera)    | AC    | Simona Adorni      | 1975 | 184  |  |
|    | Italia (bandiera)    | GA    | Katia Scionti      | 1975 | 180  |  |
|    | Italia (bandiera)    | GA    | Maria Puglisi      | 1972 | 177  |  |